# Condition des femmes au Mexique
 (juin 2016).
Si vous disposez d'ouvrages ou d'articles de référence ou si vous connaissez des sites web de qualité traitant du thème abordé ici, merci de compléter l'article en donnant les références utiles à sa vérifiabilité et en les liant à la section « Notes et références ».
La condition des femmes au Mexique concerne la différence de traitement social et juridique entre hommes et femmes principalement dans les domaines du travail, de la vie politique et de l'accès à l'éducation.

## Discrimination des femmes au Mexique

### Travail domestique
La discrimination envers les femmes au foyer est souvent synonyme de discrimination dans le travail domestique. Il existe deux types de travail domestique: le travail domestique rémunéré et le travail domestique non rémunéré. Le travail domestique rémunéré est effectué à 95 % par des femmes. Sur ces 95 %, 34,5 % des femmes touchent le salaire minimum, voire moins, soit 73 pesos pour la journée. Sur ces 95 %, 85,8 % sont employées pour effectuer des tâches ménagères, 8,2 % s'occupent de personnes âgées et 5 % travaillent dans des blanchisseries. D’après l’INEGI, les hommes qui ont un travail domestique se retrouveraient principalement dans la catégorie « chauffeurs personnels de leurs patrons ».
Le travail non rémunéré est lui aussi effectué principalement par les femmes. Selon les données de la ENE, les femmes travaillent 17,1 heures à la maison par semaine, contre 8,8 pour les hommes. Les hommes ne font que 22,8 % du travail domestique contre 77,2 % en ce qui concerne les femmes. Il est nécessaire de signaler que le niveau d’iniquité change selon l’âge, et que la situation est plus inéquitable encore pour les femmes qui ont plus de 40 ans.

### Inégalités au sein du marché du travail
Au Mexique, les femmes ont une participation inférieure par rapport aux hommes sur le marché du travail. En 1990, elles représentent 22 % des travailleurs dans tout le pays. Pour atteindre en 2010, 40 %. Le Mexique connaît une augmentation constante du taux d’emplois rémunérés pour les femmes. Il était de 17,6 % dans les années 1970, de 36,5 % en 1996, pour atteindre 41,1 % en 2007. En revanche, il y a une réduction dans le taux des hommes qui est de 78,2 % actuellement. Les États avec une participation masculine majeure sont les états de Chiapas et Tabasco avec 83,6 %. Les États avec une participation féminine en croissance sont les États de Yucatán (47,5 %), la ville de Mexico (47,5 %), Tamaulipas (45,8 %) et Nuevo León (45,7 %).[réf. nécessaire]

## Violence contre les femmes au Mexique
D’après l’article premier de la Déclaration sur l'élimination de la violence à l'égard des femmes, la violence contre les femmes est un terme qui désigne tout acte de violence dirigé contre le sexe féminin, et causant ou pouvant causer aux femmes un préjudice ou des souffrances physiques, sexuelles ou psychologiques, y compris la menace de tels actes, la contrainte ou la privation arbitraire de liberté, que ce soit dans la vie publique ou dans la vie privée. Les stéréotypes sur les rôles masculins et féminins dans la société mexicaine sont très souvent à l’origine de conduites violentes envers les femmes qui ont été présentes tout au long de l’histoire du pays. Selon l'INEGI, en 2011, pour 100 femmes ayant l'âge de 15 ans, 63 ont été victimes d'un acte de violence relevant de la violence émotionnelle, physique, sexuelle, économique, patrimoniale et professionnelle. [réf. nécessaire]

### Féminicides
La violence extrême contre les femmes est très répandue. D’après l’INEGI, entre 2000 et 2009, 12 636 femmes ont été assassinées. À Ciudad Juárez (cf. « meurtres de femmes de Ciudad Juárez »), ville située au nord du pays, dès 1993 une femme était assassinée chaque douze jours, alors qu'en 2009 une femme était assassinée toutes les vingtaines d’heures. Selon l’OCNF, avec une étude basée sur 17 états, 51 % des assassinats sont réalisés au nord du Mexique, 44 % au centre, et seulement 5 % dans le sud du pays. D'après l’INEGI, entre 2000 et 2009, l’État de Mexico est l’État où les féminicides sont les plus nombreux, comptant 2 881 meurtres, chiffre qui dépasse celui de Chihuahua dénombrant 384 meurtres.[réf. nécessaire]
Dans les États de Chihuahua (où se trouve Ciudad Juárez), Basse-Californie et Guerrero, le taux de féminicides a triplé entre 2005 et 2009 (11,1 pour 100 000 habitants), notamment à cause de la lutte gouvernementale contre les cartels de la drogue et du développement de réseaux de prostitution.
Les femmes les plus affectées sont celles âgées entre 20 et 40 ans, la plupart d’entre elles étant employées dans l’industrie textile. En outre, dans la majorité des cas, les meurtriers possèdent un profil socio-économique et un lieu de résidence similaire à celui de leurs victimes, qu'ils soient leur époux, leur compagnon, quelqu'un avec un lien de parenté, une autorité scolaire ou professionnelle ou des inconnus. [réf. nécessaire]

### Impunité
L’impunité est un phénomène qui permet et favorise les féminicides au Mexique, et qui est dû à différentes causes sociales, économiques et politiques. Selon Amnesty International, 97 % des crimes dénoncés restent impunis. La Commission interaméricaine des droits de l'homme considère que l’origine de la violation des droits des femmes est la négligence de l’État à accomplir son devoir d’investigation et de garantir la justice.

## La pauvreté a une dimension sexuée au Mexique
La dimension sexuée de la pauvreté est surtout visible dans le champ économique et concerne surtout les classes populaires. Elles sont effectivement plus nombreuses à travailler sans contrat ni assurance sociale et en journées incomplètes. Par ailleurs, elles sont majoritaires dans le secteur du travail domestique non rémunéré : les femmes dédient de 10 à 20 heures de plus par semaine que les hommes aux tâches ménagères et 8 à 15 heures de plus aux soins des enfants, des personnes âgées ou handicapées.  Malgré les progrès réalisés dans la participation économique et dans la prise de décisions des femmes, les différences de salaires et de répartition des tâches ménagères constituent des obstacles considérables pour les femmes souhaitant travailler et mener leur tâche familiale. Plusieurs études montrent que les ménages dont la femme est chef de famille sont plus dépendants des aides sociales et plus vulnérables socialement. 

## Accès à la vie politique

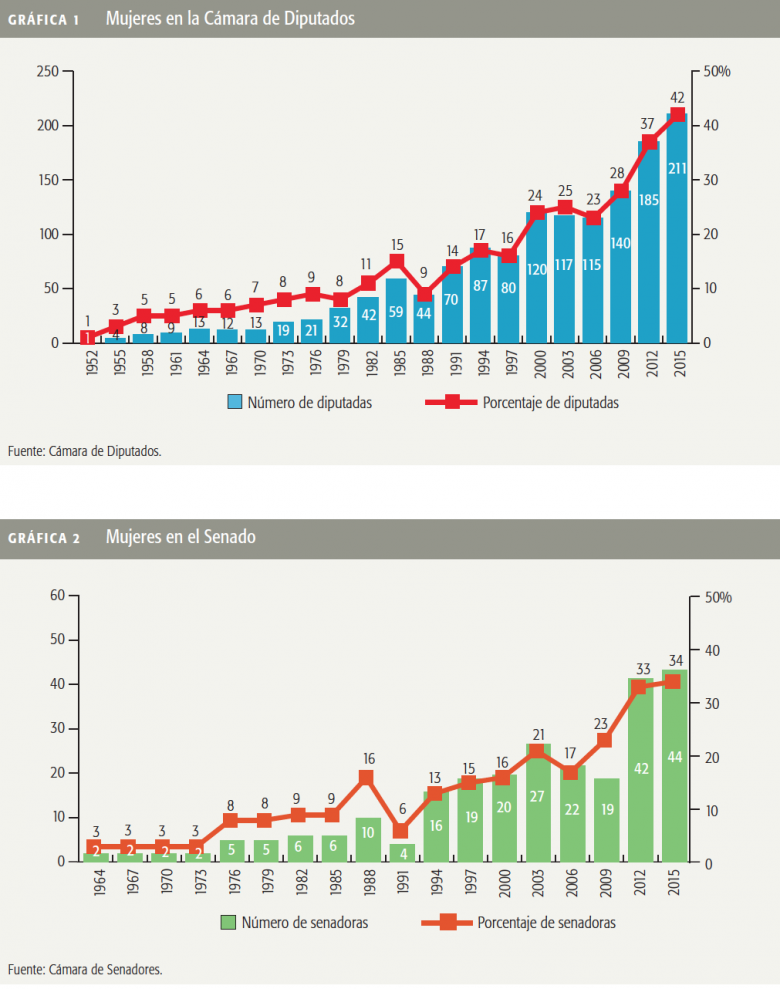
Graphique sur l'évolution de la participation des femmes dans la vie politique au Mexique.

Le nouvel État démocratique mexicain s’est construit sur une suprématie masculine[réf. nécessaire]. Après la révolution politique de 1910, la tendance autoritaire des formes de gouvernement (caudillismo) a retardé le processus de la participation féminine dans la vie politique mexicaine. La première participation féminine dans la vie politique s'effectue au Yucatán en 1923, pendant une élection municipale. En 1937, le président Lázaro Cárdenas a promu le droit de vote des femmes à travers l'article 34 de la Constitution mais celui-ci n'a jamais été ratifié. Le président Miguel Alemán a également proposé une réforme de la loi électorale, dont la ratification n’a jamais été obtenue. Ce n'est qu'en 1953 que le droit de vote des femmes a été permis. Le premier vote d'une femme à une élection fédérale a lieu le 3 juillet 1955[réf. nécessaire].
Selon Reuters, la participation des femmes dans la vie politique n’a pas manqué d’être freinée par les visions stéréotypées des votants et des hauts mandataires. En 2015, 17 % des charges de nature politique sont occupées par des femmes, loin de l’objectif établi en 2006 par la loi générale d'égalité entre femmes et hommes, qui cherchait à trouver une parité de 50 %.
Alors que les hommes dominent la vie politique mexicaine depuis des décennies, l'élection présidentielle de 2024 est inédite, dans le sens où les deux principales forces politiques du pays présentent des femmes, Claudia Sheinbaum et Xóchitl Gálvez.

## Accès à l’éducation
Les discriminations de genre dans le domaine de l’éducation se sont considérablement atténuées ces dernières décennies. L’accès des femmes à l’éducation a été une avancée fondamentale. 

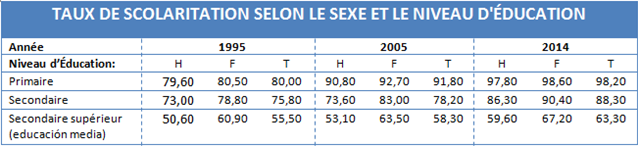
INEGI, tableau montrant le niveau de participation des hommes et des femmes à un niveau donné d’éducation au Mexique.

Pour chaque niveau scolaire, primaire et secondaire, les filles réussissent mieux que les garçons.
Cependant, cette réussite n'est pas le produit d'une situation matérielle idéale . Nombreuses sont les femmes qui ne peuvent correctement subvenir à leurs besoins primaires (nutrition, santé, éducation) à cause d’un taux de pauvreté qui reste encore élevé. Selon le CONEVAL, 70 % d’entre elles connaissent une situation de pauvreté. Or l’éducation est une des principales clés pour en sortir. Lorsqu’on interdit l’éducation aux femmes, sa situation a tendance à empirer. Malgré les « Objectifs du Millénaire » établis en 2005 pour parvenir à une égalité entre hommes et femmes vers 2015 dans l’accès à l’éducation, elles composent encore deux tiers de la population analphabète au Mexique, même si le pays a fait de considérables progrès en ce domaine. Le pourcentage de personnes analphabètes a en effet baissé de 25,8 à 5,5 % de 1970 à 2015.[réf. nécessaire]
Aujourd’hui[Quand ?], 23,8 % des femmes n’ont pas d’études primaires contre 17,6 % des hommes. Au niveau secondaire en revanche, la proportion est plus favorable aux femmes : 35,6 % des femmes ne complètent pas leurs études secondaires, contre 40 % des hommes[réf. nécessaire].